# Luis Castro (Fußballspieler)
Luis Castro, vollständiger Name Luis Ernesto Castro, (* 31. Juli 1921 in Palermo, Montevideo; † 16. Dezember 2002) war ein uruguayischer Fußballspieler.

## Verein
Der im Barrio Palermo geborene Castro war der Bruder der beiden Fußballspieler Braulio Castro (Nacional) und Enrique Castro (Nacional). Der insbesondere als rechter Stürmer eingesetzte Castro wird als antrittsschneller, dribbelstarker, wendiger, beidfüßiger Akteur beschrieben. Er spielte von 1936 bis 1950 für Nacional Montevideo. Nachdem Castro dort zunächst in der Jugendmannschaft gespielt hatte, gehörte er von 1939 – dem Jahr seines Debüts in der Ersten Mannschaft – bis 1949 dem Kader in der Primera División an. In diesem Zeitraum absolvierte er in der Liga mindestens 137 Spiele, in denen er 72 Tore erzielte. Wettbewerbsübergreifend werden 274 Einsätze und 116 Tore für ihn geführt. In den Jahren 1939, 1940, 1941, 1942, 1943, 1946 und 1947 gewann der von den Fans mit dem Spitznamen Mandrake versehene Castro mit den Bolsos jeweils die uruguayische Meisterschaft. 1940, 1942 und 1946 behielt man zudem in der Copa Aldao, 1945 in der Copa de Confraternidad Escobar-Gerona die Oberhand. Seine nächste Karrierestation wählte er in Argentinien beim Racing Club. Dort war er 1950 aktiv, kehrte aber noch im selben Jahr nach Uruguay zurück. Von 1950 bis 1954 stand er in Reihen des uruguayischen Klubs Defensor. Von 1951 bis 1953 sind bei „La Violeta“ 35 Spiele und neun Tore für ihn verzeichnet.

## Nationalmannschaft
Castro war Mitglied der A-Nationalmannschaft Uruguays, für die er zwischen dem 10. Januar 1942 und dem 5. Juni 1954 19 Länderspiele absolvierte. Dabei erzielte er vier Länderspieltore. Mit der Celeste gewann er 1942 die Südamerikameisterschaft im heimischen Uruguay. Castro nahm mit Uruguay zudem an der Weltmeisterschaft 1954 teil und war im Kader als linker Stürmer eingeplant. Im Laufe des Wettbewerbs kam er allerdings zu keinem Einsatz. 

## Erfolge
- Südamerikameister: 1942
- 7× Uruguayischer Meister: 1939, 1940, 1941, 1942, 1943, 1946, 1947
- 3× Copa Aldao: 1940, 1942, 1946
- Copa de Confraternidad Escobar-Gerona: 1945